# Uniserv
Uniserv S.A. – holding polskich przedsiębiorstw świadczących specjalistyczne usługi inżynieryjno-budowlane dla przemysłu. Przedsiębiorstwo realizuje nowe obiekty przemysłowe i energetyczne, a także remonty i modernizacje istniejących.

## Historia
Uniserv S.A. jest kontynuatorem działalności przedsiębiorstw:
- Chłodnie Kominowe w Gliwicach, utworzonego w 1945 roku przedsiębiorstwa, które skupiało działalność na projektowaniu, budowie, remontach oraz modernizacji chłodni kominowych i wentylatorowych,
- Piecbud S.A. w Bytomiu powstałej na bazie Piecbud S.A., która od 1948 roku realizowała roboty montażowe i wymurówkowe pieców przemysłowych.

Uniserv był wykonawcą m.in.:
- chłodni kominowej dla bloku energetycznego o mocy 910 MW w Elektrowni Jaworzno[2]
- chłodni wentylatorowej dla wydziału Laktamu Grupy Azoty Polskie Konsorcjum Chemiczne
- wież przesypowych oraz tunelu pomiędzy wieżami układu nawęglania zewnętrznego bloku energetycznego o mocy 910 MW w Elektrowni Jaworzno
- modernizacji Instalacji technologicznej 1050 w LOTOS Asfalt Sp. z o.o. – Zakład produkcji Gdańsk
- przebudowy wieży gaszenia w Koksowni Jadwiga
- modernizacji komina h=150m na potrzeby projektu budowy instalacji oczyszczania spalin w GE Power Sp. z o.o., ZW Nowa Dąbrowa Górnicza
- instalacji do oczyszczania gazów z pieca Kaldo dla KGHM Polska Miedź S.A. – Oddział Huta Miedzi Głogów
- silosu magazynowego klinkieru wraz z układami transportowymi w Cementowni Warta
- instalacji Metatezy wraz z infrastrukturą w PKN ORLEN S.A.
- żelbetowej wieży obserwacyjnej w Leśnictwie Machliny
- żelbetowej wieży obserwacyjnej w Leśnictwie Nowa Księży Las
- pylonu komunikacyjnego h=121,2 m kotła dla bloku energetycznego w Elektrowni Turów
- komina stalowego h=65 m dla Radomskiego Przedsiębiorstwa Energetyki Cieplnej „RADPEC” S.A.
- pompowni wraz z fundamentami absorbera oraz zbiornika drenażu dla bloku energetycznego w Elektrowni Turów
- 4-celkowej chłodni wentylatorowej dla Tauron Ciepło S.A. Zakład Wytwarzania Tychy
- chłodni kominowej dla bloku 24 MW w Elektrociepłowni Północnej w Estonii
- żelbetowych zbiorników do procesowego magazynowania LNG o pojemności 160 000 m³ dla Terminalu w Świnoujściu[3]
- budowa komina dla Elektrowni Połaniec

## Działalność
Uniserv S.A. opracowuje technologię i buduje:
- instalacje wody chłodzącej w przemyśle (chłodnie kominowe, wentylatorowe, pompownie i sieci rurociągów oraz instalacje do kondycjonowania wody chłodzącej),
- instalacji odprowadzania spalin (przemysłowe kominy żelbetowe, stalowe, kompozytowe, jedno i wieloprzewodowe oraz kanały spalin),
- systemy magazynowania materiałów sypkich oraz wielkogabarytowe zbiorniki do magazynowania paliw i gazów, instalacje do eksploatacji silosów, instalacje transportu i odbioru, aeracyjne i przeciwwybuchowe,
- piece i paleniska dla paliw nietypowych i konwencjonalnych, kotły energetyczne oraz biogazownie rolnicze[4] i odpadowe,
- instalacje służące do oczyszczania spalin i gazów procesowych w przemyśle[5]
- systemy ciepłownicze oparte na odnawialnych źródłach energii[6].

## Nagrody
Za budowę chłodni kominowej będącej częścią bloku energetycznego 910 MW w Elektrowni Jaworzno Uniserv S.A. otrzymał nagrodę I stopnia w konkursie BUDOWA ROKU 2018 organizowanym przez Polski Związek Inżynierów i Techników Budownictwa.